# Larvacarus transitans
Larvacarus transitans är en spindeldjursart som först beskrevs av Ewing 1922.  Larvacarus transitans ingår i släktet Larvacarus och familjen Tenuipalpidae. Inga underarter finns listade i Catalogue of Life.